# Altenhof-Bahnhof

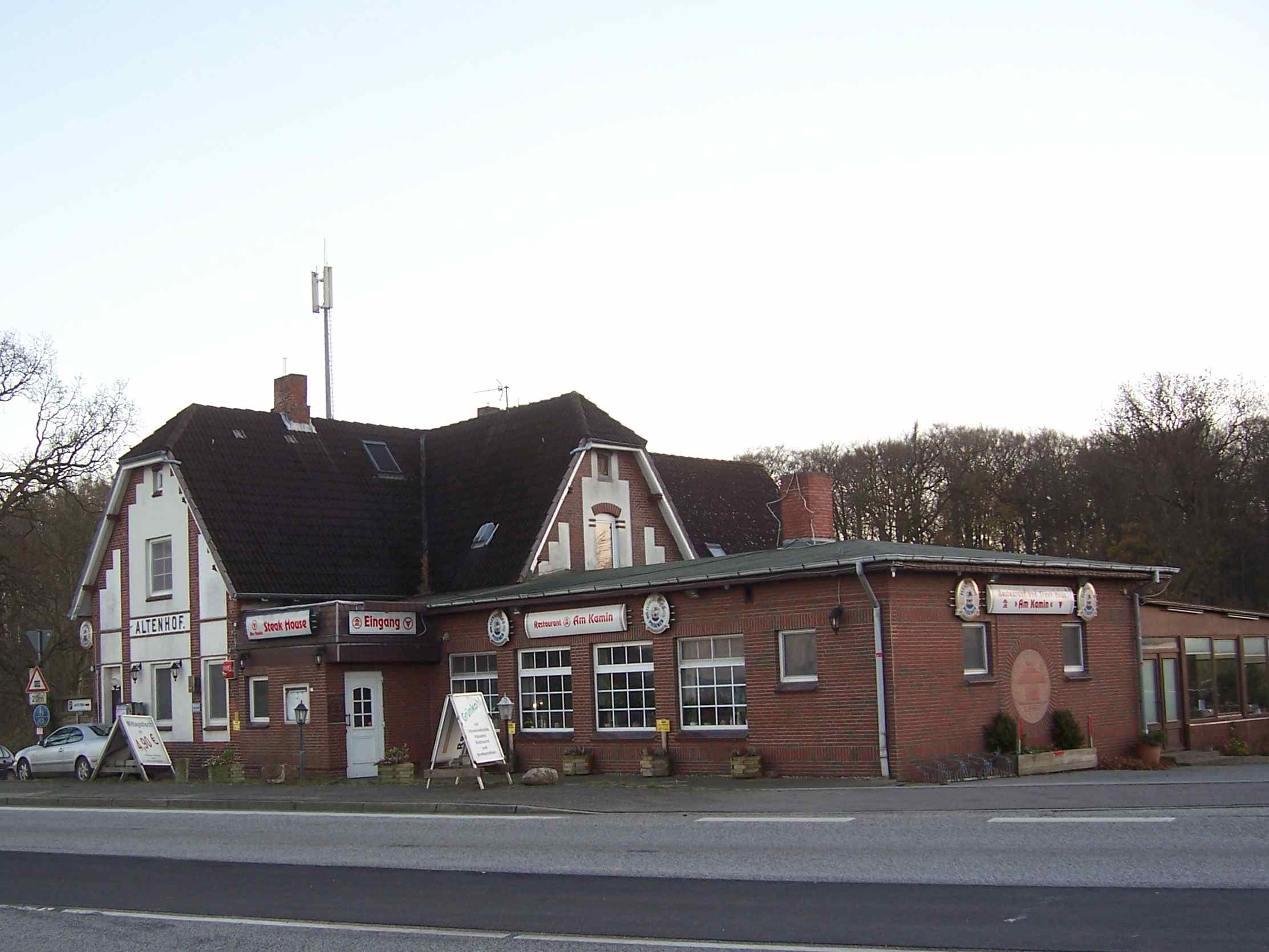
Ehemaliger Bahnhof Altenhof

Bahnhof ist die offizielle Ortsteilbezeichnung einer direkt an der Eckernförder Bucht gelegenen Ortschaft in Schleswig-Holstein, die zur Gemeinde Altenhof bei Eckernförde gehört. Benannt wurde der Ortsteil nach dem ehemaligen Bahnhof der Gemeinde an der Bahnstrecke Kiel–Flensburg, der von 1881 bis 1987 betrieben wurde. Altenhof-Bahnhof liegt zudem an der Bundesstraße 76.
Das nur wenige Meter entfernt gelegene Schmeerhörn weist die Gemeinde Altenhof als eigenen Ortsteil aus.

## Geschichte

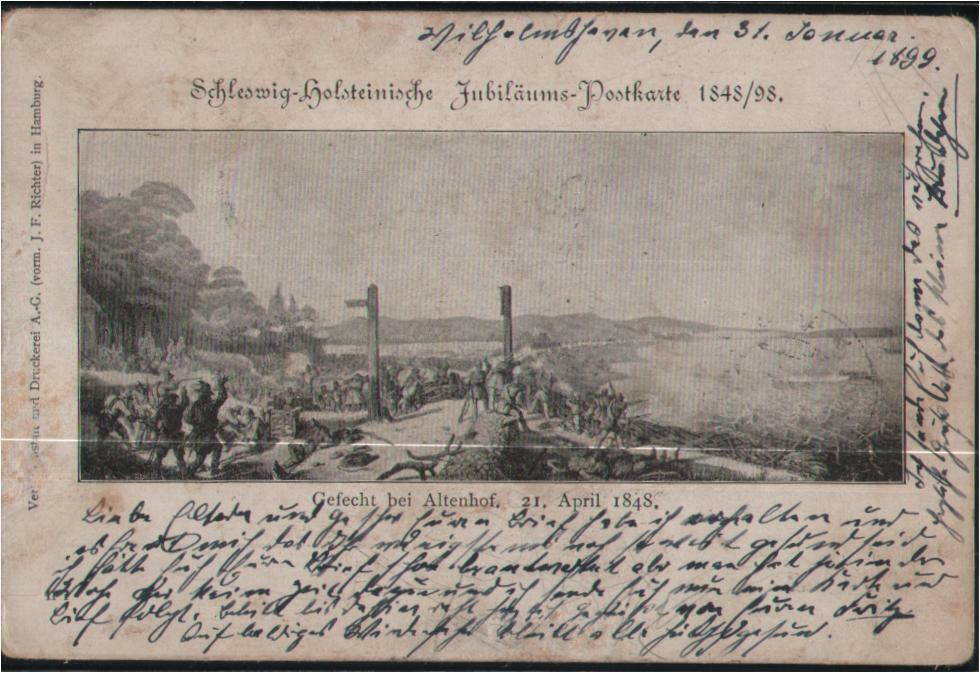
Das Gefecht bei Altenhof auf einer Jubiläumspostkarte aus dem Jahr 1898

Am 21. April 1848 fand in diesem Bereich und in Sandkrug (Eckernförde) das Gefecht bei Altenhof zwischen der Königlich Dänischen Infanterie und Truppen des v. d. Tann'schen Freicorps statt, an die heute noch ein Gedenkstein gleich nebenan im Ortsteil Schmeerhörn (damals: Strandwache) erinnert. In der zweiten Hälfte des 19. Jahrhunderts entstand im Bereich des heutigen Ortsteils Bahnhof das so genannte Ostseebad Altenhof mit Badesteg und weiteren Einrichtungen. 1881 wurde die Bahnstation in Betrieb genommen. Nach dem Zweiten Weltkrieg entstand eine kleine Siedlung Am Bahnhof auf der vom Bahnhofsgebäude gegenüberliegenden Schienenseite. Durch den heftigen Oststurm während der Schneekatastrophe 1978/1979 war am Strand im Bereich zwischen Kiekut und Bahnhof auf rund 300 Meter Länge eine Ferngasleitung freigespült worden; bei den Arbeiten zur Stabilisierung der im Sturm herumpendelnden Gasleitung kam ein Arbeiter durch einen umstürzenden Bagger ums Leben.

## Bahnhof Altenhof

Erstes Bahnhofsgebäude

Alte Ansichtskarten aus den letzten Jahren des 19. Jahrhunderts zeigen einen zweigeschossigen Pavillon als Altenhofer Bahnhofsgebäude. Ob dieses Gebäude auch gleichzeitig (oder eventuell auch vorher schon gänzlich) Einrichtungen des Ostseebades Altenhof beherbergte, ist nicht bekannt. Spätestens seit 1904 steht an derselben Stelle der heute noch existente Bahnhofsbau. In den Folgejahren (bis spätestens 1907) erhielt das Bahnhofsgebäude zunächst einen hölzernen Anbau, der später durch einen Ziegelanbau ersetzt wurde. Im Holzanbau und später im Ziegelanbau befand sich die Bahnhofsgaststätte und befindet sich auch heute weiterhin ein Restaurant. Nach Stilllegung des Bahnhofs 1987 erfolgten weitere Anbauten in Richtung der Gleise. Heinrich Moldenschardt wird als Architekt des Altenhofer Bahnhofsgebäudes genannt – gemeint dürfte wahrscheinlich der zweite Bau sein.
Der Bahnhof Altenhof, exakte Bezeichnung: Altenhof (Schleswig), verfügte über zwei Bahnsteiggleise und zwei Gütergleise; eine Viehverladerampe stand direkt neben dem Bahnübergang der Straße in Richtung Holtsee. Etwa seit 1915 bis 1945 zweigte vom Altenhofer Bahnhof ein Militär-Gleisanschluss zur Torpedoversuchsanstalt Eckernförde-Süd (in Sandkrug) ab, der die heutige B 76 in Höhe des in den 1950er Jahren auf Eckernförder Seite gebauten Strandpavillons überquerte. Einen weiteren Gleisabzweiger gab es laut Angabe zum „Torpedomaterial- und Munitionslager“ in Altenhof; gemeint sein dürfte aber das „Treibstofflager“ in Altenhof.
Nach dem Zweiten Weltkrieg war der Bahnhof Ausladebahnhof für Flüchtlingszüge und anfangs einzige Zwischenstation der – zu dieser Zeit nur zweimal täglich nur zwischen Kiel Hauptbahnhof und Bahnhof Eckernförde verkehrenden – Züge. Das war dem Umstand geschuldet, dass die Britischen Militärgouverneure von Schleswig-Holstein (Regional Commissioners (Hugh de Crespigny, danach William Asbury)) im Altenhofer Herrenhaus residierten, aber im Kieler Somerset House ihren Dienstsitz hatten. Die Züge verfügten über einen Personenwagen, einen Salonwagen für den Militärgouverneur und gelegentlich einen flachen Güterwagen für die Limousine des Militärgouverneurs, wenn dieser eine Tour mit dem Auto zu fahren gedachte.
Vor dem alten Bahnhof befindet sich an der B76 eine Haltestelle für die Überlandbusse der Autokraft.

## Badebetrieb
Der mit dem Ostseebad Altenhof eingeführte Badebetrieb ist durch den erfolgten Ausbau der Bundesstraße 76 in den Jahren 1962–1964 und den damit verbundenen Aufschüttungen und Verbreiterungen des Fahrdammes zwischen Altenhof-Bahnhof und Kiekut in den Strandbereich hinein arg reduziert worden. Der zuvor parallel zur B76 verlaufende Strandweg für Fußgänger verschwand völlig unter den Erdmassen.

## Sonstiges
Die Ortschaft ist Teil des „Landschaftsschutzgebietes Küstenlandschaft Dänischer Wohld“.